# 30e Europese Filmprijzen
De 30e uitreiking van de Europese filmprijzen (European Film Awards) waarbij prijzen worden uitgereikt in verschillende categorieën voor Europese films vond plaats op 9 december 2017 in Berlijn, Duitsland.
De prijs voor de hele carrière (Lifetime Achievement Award) ging naar de Russische filmmaker Aleksandr Sokoerov en de Franse actrice Julie Delpy werd gevierd voor haar bijdrage aan de wereldcinema (European Achievement in World Cinema award).

## Winnaars en genomineerden
Alle nominaties, tenzij anders aangegeven, werden op 4 november 2017 bekendgemaakt tijdens het Europese Filmfestival van Sevilla.

### Beste film
- The Square – Regie: Ruben Östlund
  - 120 battements par minute – Regie: Robin Campillo
  - Toivon tuolla puolen – Regie: Aki Kaurismäki
  - Testről és lélekről – Regie: Ildikó Enyedi
  - Nelyubov – Regie: Andrej Zvjagintsev

### Beste regisseur
- Ruben Östlund — The Square
  - Ildikó Enyedi — Testről és lélekről
  - Aki Kaurismäki — Toivon tuolla puolen
  - Yorgos Lanthimos — The Killing of a Sacred Deer
  - Andrej Zvjagintsev — Nelyubov

### Beste actrice
- Alexandra Borbély — Testről és lélekről
  - Paula Beer — Frantz
  - Juliette Binoche — Un Beau Soleil Intérieur
  - Isabelle Huppert — Happy End
  - Florence Pugh — Lady Macbeth

### Beste acteur
- Claes Bang — The Square
  - Colin Farrell — The Killing of a Sacred Deer
  - Josef Hader — Vor der Morgenröte
  - Nahuel Pérez Biscayart — 120 battements par minute
  - Jean-Louis Trintignant — Happy End

### Beste scenario
- Ruben Östlund — The Square
  - Ildikó Enyedi — Testről és lélekről
  - Yorgos Lanthimos en Efthymis Filippou — The Killing of a Sacred Deer
  - François Ozon — Frantz
  - Andrej Zvjagintsev — Nelyubov

### Beste cinematografie(Prix Carlo di Palma)
- Mikhail Krichman — Nelyubov

### Beste montage
- Robin Campillo — 120 battements par minute

### Beste productieontwerp
- Josefin Åsberg — The Square

### Beste kostuums
- Katarzyna Lewińska — Pokot

### Beste make-up
- Leendert van Nimwegen — Brimstone

### Beste filmmuziek
- Evgueni en Sacha Galperine — Nelyubov

### Beste geluid
- Oriol Tarragó — A Monster Calls

### Beste filmkomedie
De genomineerden werden bekendgemaakt op 24 oktober 2017.
- The Square – Regie: Ruben Östlund
  - King of the Belgians – Regie: Jessica Woodworth en Peter Brosens
  - Vincent – Regie: Christophe Van Rompaey
  - Willkommen bei den Hartmanns – Regie: Simon Verhoeven

### Beste documentaire
- Komunia (Fire at Sea) – Regie: Anna Zamecka
  - Austerlitz – Regie: Sergei Loznitsa
  - The Good Postman – Regie: Tonislav Hristov
  - La Chana – Regie: Lucija Stojevic
  - Stranger in Paradise – Regie: Guido Hendrikx

### Beste animatiefilm
Voor het eerst werden, wegens het groeiende aanbod, vier in plaats van drie animatiefilms genomineerd. Deze werden bekendgemaakt op 24 oktober 2017.
- Loving Vincent – Regie: Dorota Kobiela en Hugh Welchman
  - Ethel & Ernest – Regie: Roger Mainwood
  - Louise en hiver – Regie: Jean-François Laguionie
  - Zombillénium – Regie: Arthur de Pins en Alexis Ducord

### Beste debuutfilm(Prix Fipresci)
De genomineerden van de prijs, die samen wordt georganiseerd met de Fédération Internationale de la Presse Cinématographique (FIPRESCI), werden bekendgemaakt op 19 oktober 2017.
- Lady Macbeth – Regie: William Oldroyd
  - Petit Paysan – Regie: Hubert Charuel
  - Bezbog – Regie: Ralitza Petrova
  - Estiu 1993 – Regie: Carla Simón
  - The Eremites – Regie: Ronny Trocker

### Beste kortfilm
De genomineerden voor de beste kortfilm werden gekozen op vijftien verschillende Europese filmfestivals.
| Film                       | Regisseur                          | Land                    | Speeltijd | Nominatie        |
| -------------------------- | ---------------------------------- | ----------------------- | --------- | ---------------- |
| Copa-Loca                  | Christos Massalas                  | Griekenland             | 14'       | Sarajevo         |
| Los Desheredados           | Laura Ferrés                       | Spanje                  | 18'       | Vila do Conde    |
| En la Boca                 | Matteo Gariglio                    | Zwitserland- Argentinië | 25'       | Krakau           |
| Fight on a Swedish Beach!! | Simon Vahlne                       | Zweden                  | 15'       | Valladolid       |
| Gros chagrin               | Céline Devaux                      | Frankrijk               | 15'       | Venetië          |
| Havêrk                     | Rûken Tekeş                        | Turkije                 | 14'       | Drama            |
| Os Humores Artificiais     | Gabriel Abrantes                   | Portugal                | 30'       | Berlijn          |
| Information Skies          | Metahaven                          | Nederland- Zuid-Korea   | 24'       | Rotterdam        |
| Jeunes Hommes à la fenêtre | Loukianos Moshonas                 | Frankrijk               | 18'       | Locarno          |
| Love                       | Réka Bucsi                         | Hongarije- Frankrijk    | 16'       | Uppsala          |
| The Party                  | Andrea Harkin                      | Ierland                 | 14'       | Cork             |
| Scris/Nescris              | Adrian Silişteanu                  | Roemenië                | 20'       | Tampere          |
| Timecode                   | Juanjo Giménez                     | Spanje                  | 15'       | Gent             |
| Ugly                       | Redbear Easterman en Nikita Diakur | Duitsland               | 12'       | Bristol          |
| Wannabe                    | Jannis Lenz                        | Oostenrijk- Duitsland   | 29'       | Clermont-Ferrand |

### European University Film Award (EUFA)
Deze prijs werd in 2016 voor de eerste maal in samenwerking met Filmfest Hamburg uitgereikt. De winnaar wordt gekozen door studenten in 21 universiteiten uit 21 verschillende Europese landen. De genomineerden werden bekendgemaakt op 10 oktober 2017 tijdens het Filmfest Hamburg.
- Heartstone – Regie: Guðmundur Arnar Guðmundsson
  - Home – Regie: Fien Troch
  - Nelyubov – Regie: Andrej Zvjagintsev
  - Toivon tuolla puolen – Regie: Aki Kaurismäki
  - The War Show – Regie: Andreas Dalsgaard en Obaidah Zytoon

### Publieksprijs(People's Choice Award)
Europese filmfans hebben elk jaar de mogelijkheid om tussen 1 september en 31 oktober hun favoriete film te kiezen.
- Vor der Morgenröte – Regie: Maria Schrader
  - Toivon tuolla puolen – Regie: Aki Kaurismäki
  - Bacalaureat – Regie: Cristian Mungiu
  - Bridget Jones's Baby – Regie: Sharon Maguire
  - Frantz – Regie: François Ozon
  - Kollektivet – Regie: Thomas Vinterberg
  - Fantastic Beasts and Where to Find Them – Regie: David Yates
  - A Monster Calls – Regie: Juan Antonio Bayona
  - La pazza gioia – Regie: Paolo Virzì